# 里卡多·梅爾格拉蒂
里卡多·梅爾格拉蒂（義大利語：Riccardo Melgrati；1994年6月17日—）是一位意大利足球運動員。在場上的位置是守門員。他現在效力於意大利足球乙級聯賽球隊切塞納足球俱樂部。